# Fraserburg
Fraserburg is een dorp gelegen in de gemeente Karoo Hoogland in de regio Karoo in de Zuid-Afrikaanse provincie Noord-Kaap. Het ligt op een hoogte van 1.260 meter op een hoog Karooplateau ten noorden van de Nuweveldbergen. Fraserburg is een van de plaatsen met de koudste winters in Zuid-Afrika. De dichtstbijzijnde stadjes zijn Williston, Sutherland, Loxton en Leeu-Gamka, alle op een afstand van meer dan 100 km. De belangrijkste economische activiteit is het houden van merinoschapen voor de wol. Daarnaast is de trofeejacht tijdens de wintermaanden een groeiende economische bedrijvigheid.

## Geschiedenis
Voor de stichting van het plaatsje woonden er Bosjesmannen en hun artefacten kunnen nog steeds worden gevonden in het gebied. In 1759 arriveerden de eerste Europeanen, trekboeren, in de streek. De eerste vaste nederzetters trokken begin 19e eeuw naar het gebied en begonnen de Bosjesmannen naar het noorden te verdrijven. De eerste nederzetter was Willem Steenkamp, naar wie de Steenkampsberg is vernoemd. In 1851 werd het dorp gesticht door A.A. Visser op de boerderij "Rietfontein". De Nederduits Gereformeerde Kerk stichtte hier een nieuwe gemeente. Het nieuwe dorp werd Fraserburg genoemd ter ere van ds. Colin Fraser van de Nederduits-Gereformeerde gemeente van Beaufort-West, de moedergemeente, en de grootvader van de vrouw van president M.T. Steyn, alsmede ter ere van een Beaufortse ouderling, ene Meyburgh. In het plaatsje zijn veel victoriaanse huizen, die dateren uit eind 19e en begin 20e eeuw.

## Fossielen
De voornaamste bezienswaardigheid is het paleo-oppervlak van de Gansfontijnboerderij, zo'n 5 km buiten het dorp. Daar is na een flinke stortbui in 1967 een aardlaag aan de oppervlakte gekomen die van zo'n 190 miljoen jaar geleden uit het Perm stamt en vele voetsporen van toen levende dieren bevat. Het was in die tijd een soort waddengebied en het werd doorkruist door vele Synapsida, de voorlopers van de zoogdieren.
In de Oukloof-pas zijn sporen gevonden van Diictodon. Op Gansfontein is het echter vooral de Bradysaurus die zijn sporen heeft achtergelaten. Dit was een reptiel uit de Pareiasauridae-groep, een zwaar gepantserd, wel wat op een varaan gelijkend dier (maar niet verwant) op vier poten die zijdelings uitstaken.
In Fraserburg is ook een klein museum waar nog een aantal fossielen uit de streek te bewonderen is. Het is gehuisvest in een gebouw met prachtige geelhouten vloeren.

## Overige bezienswaardigheden
- De oorspronkelijke opstallen van de boerderij "Rietfontein" zijn nog steeds te zien.
- Het kruithuis is tijdens de Tweede Boerenoorlog als ammunitieopslag gebruikt.
- Een erg goed voorbeeld van een huis gebouwd door de trekboeren is in het plaatsje aanwezig, andere voorbeelden hiervan kunnen worden gevonden in de streek.